# Callie Hernandez

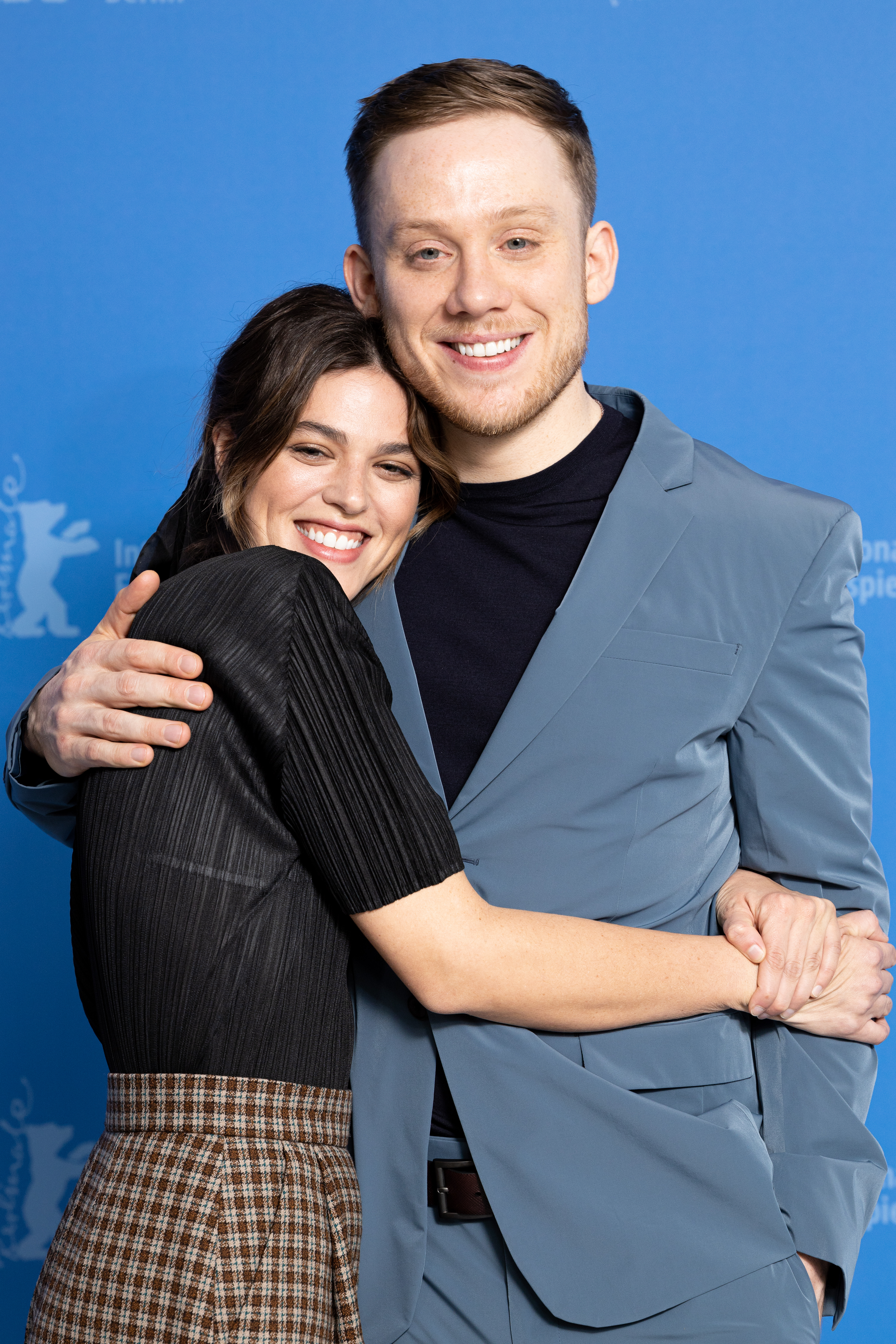
Callie Hernandez i Joe Cole (Berlinale 2020)

Callie Hernandez (ur. 24 maja 1988 w Jacksonville) – amerykańska aktorka, która wystąpiła m.in. w filmach La La Land, Obcy: Przymierze i Sin City 2: Damulka warta grzechu.

## Filmografia

### Filmy
| Rok  | Tytuł                              | Rola              | Uwagi                |
| ---- | ---------------------------------- | ----------------- | -------------------- |
| 2013 | Maczeta zabija                     | Space Babe        |                      |
| 2014 | Sin City 2: Damulka warta grzechu  | Thelma            | nieuwzgl. w napisach |
| 2016 | Blair Witch                        | Lisa Arlington    |                      |
| 2016 | La La Land                         | Tracy             |                      |
| 2017 | Nieskończony                       | Anna              |                      |
| 2017 | Obcy: Przymierze (Alien: Covenant) | Upworth           |                      |
| 2018 | Tajemnice Silver Lake              | Millicent Sevence |                      |
| 2020 | One of These Days                  | Maria Parsons     |                      |
| 2022 | Jethica                            | Elena             |                      |
| 2022 | Wystrzałowe wesele                 | Jamie Rivera      |                      |

### Telewizja
| Rok       | Tytuł                 | Rola           | Uwagi                   |
| --------- | --------------------- | -------------- | ----------------------- |
| 2014      | Od zmierzchu do świtu | Jessie         | 2 odc.                  |
| 2016–2017 | Graves                | Samantha       | w gł. obsadzie; 20 odc. |
| 2019      | Too Old to Die Young  | Amanda         | miniserial              |
| 2019      | Soundtrack            | Nellie         | w gł. obsadzie          |
| 2022      | Stewardesa            | Gabrielle Diaz | w gł. obsadzie          |